# 7 de Dezembro (Santa Cruz)
7 de Dezembro (port. für „7. Dezember“) ist eine osttimoresische Aldeia. Sie liegt im Zentrum des Sucos Santa Cruz (Verwaltungsamt Nain Feto, Gemeinde Dili). Ihren Namen hat die Aldeia vom 7. Dezember 1975, dem Beginn der Invasion Dilis durch Indonesien. In 7 de Dezembro leben 1217 Menschen (2015).

## Lage und Einrichtungen

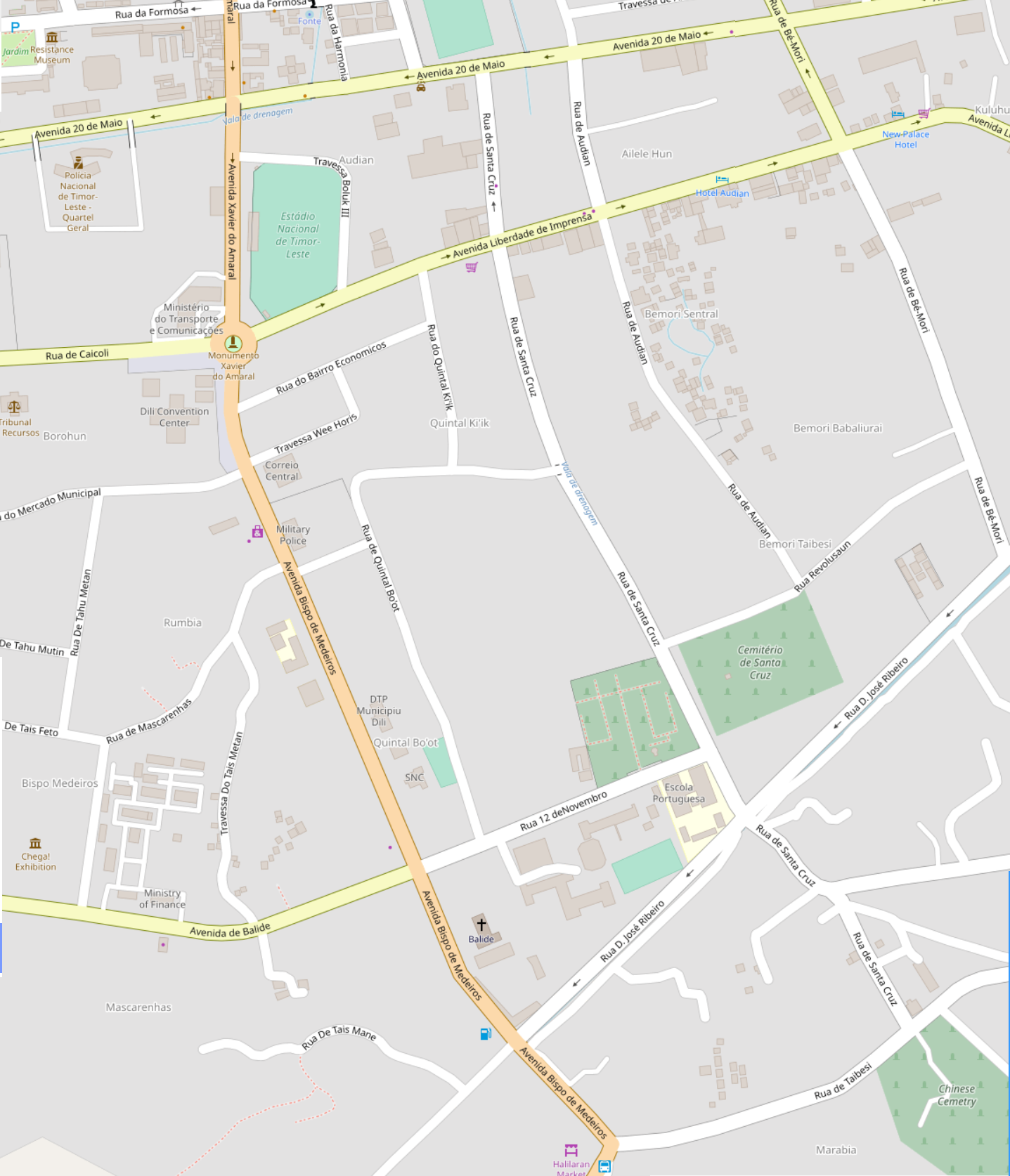
Straßenkarte von Santa Cruz

Von 7 de Dezembro südlich der Rua 12 de Novembro und nach Westen befindet sich die Aldeia 12 de Novembro. Nördlich liegt die Aldeia 25 de Abril und östlich der Rua de Santa Cruz die Aldeias Donoge und Mura.
Den Süden von 7 de Dezembro bildet der Indonesische Friedhof (Cemitério Indonésio), der indonesische Militärfriedhof, wo in Osttimor gefallene indonesische Soldaten beigesetzt wurden.